# Francesco Mancini (Komponist)
Francesco Mancini (* 16. Januar 1672 in Neapel; † 22. September 1737 ebenda) war ein italienischer Kapellmeister und Komponist der neapolitanischen Schule.

## Leben
Francesco Mancini, ein Sohn des Organisten Nicolo Mancini, wurde 1681 Waise und wuchs bei seinem Großvater auf. Dieser schickte ihn 1688 zum Orgelstudium an das Conservatorio della Pietà dei Turchini. Dort waren unter anderem Francesco Provenzale und Gennaro Ursino seine Lehrer. Mit der Aufnahme war die Verpflichtung verbunden, nach seinem Studium sechs Jahre lang am Conservatorio zu unterrichten. 1704 wurde er Organist und 1707 „primo maestro“ der königlichen Kapelle, letztere Position konnte Alessandro Scarlatti jedoch nach einem Jahr zurückerringen. Ab 1720 wurde Mancini „primo maestro“ am Conservatorio Santa Maria di Loreto. 
Obwohl heute eher unbekannt, war er seinerzeit ähnlich berühmt wie Alessandro Scarlatti und versorgte den unersättlichen neapolitanischen Markt und das europäische Ausland mit 30 Bühnenwerken, zahlreichen Oratorien und geistlicher Vokalmusik (Kantaten). Am bekanntesten dürften seine Flötensonaten sein, die heute vielfach als wichtig für den späten Barock angesehen werden. Mancini versuchte mehrmals, Scarlatti vom Posten des ersten Kapellmeisters des neapolitanischen Hofes zu verdrängen, musste jedoch bis nach dessen Tod (1725) auf den ersehnten Posten warten. Als Mancini 1735 erkrankte, übernahm Domenico Sarro die Pflichten des Hofkapellmeisters und nach Mancinis Tod 1737 auch dessen Titel.
Mancini blieb sein Leben lang seiner Geburtsstadt Neapel verbunden, und seine Musik ist Ausdruck bodenständiger neapolitanischer Tradition. Seine Werke sind von jenen plötzlichen harmonischen Wechseln durchdrungen, die die neapolitanische Musik des frühen achtzehnten Jahrhunderts so dramatisch klingen lassen.

## Werke (Auswahl)
Zu Mancinis heute bekannten und neu verlegten Werken aus seinem umfangreichen Schaffen zählen fast ausschließlich einige Kantaten und die Instrumentalsonaten mit Flöte.

### Opern
- Il nodo sciolto e ligato dall’affetto, o vero L’obligo e l disobligo vinti d’amore („dramma boscareccio“, 1696, Rom)
- Arivisto („dramma per musica“, Libretto von Pietro d’Averara, 1702, Neapel)
- Silla („melodramma“, Libretto von A. Rossini, 1703, Neapel)
- La costanza nell’honore („dramma per musica“, Libretto von Francesco Passarini, 1704, Neapel)
- Gli amanti generosi („dramma per musica“, Libretto von Giovanni Pietro Candi, 1705, Neapel)
- La serva favorita („melodramma“, Libretto von Giovanni Cosimo Villifranchi. 1705, Neapel)
- Alessandro il grande in Sidone („dramma per musica“, Libretto von Aurelio Aureli, 1706, Neapel)
- Turno Aricino („dramma per musica“, Libretto von Silvio Stampiglia e Filippo Falconi, 1708, Neapel)
- Artaserse („dramma per musica“, Libretto von G. Papis, 1708, Neapel)
- L’Engelberta, o sia La forza dell’innocenza (dritter Akt und Teil des zweiten Aktes) („dramma per musica“, Libretto von Apostolo Zeno e Pietro Pariati, 1709, Neapel; in Zusammenarbeit mit Antonio Orefice)
- L’Idaspe fedele (opera, Libretto von Giovanni Pietro Candi, 1710, London)
- Mario fuggitivo („dramma per musica“, Libretto von Silvio Stampiglia, 1710, Neapel)
- Abdolomino (10 Arien) („dramma per musica“, Libretto von Silvio Stampiglia, 1711, Neapel; Bearbeitung des Abdolomino von Giovanni Bononcini)
- La Semele („favola per musica“, Libretto von Nicolò Giuvo, 1711)
- Selim re d’Ormuz („dramma per musica“, Libretto von Giovanni Domenico Pioli, 1712, Neapel)
- Agrippina (16 Arien) („dramma per musica“, Libretto von Vincenzo Grimani, 1713, Neapel; Bearbeitung der Agrippina von Georg Friedrich Händel)
- Artaserse re d Persia (14 Arien) („dramma per musica“, Libretto von Francesco Silvani, 1713, Neapel; Bearbeitung von Il tradimento traditor di se stesso von Antonio Lotti)
- Il gran Mogol („dramma per musica“, Libretto von Domenico Lalli und Angiolino Birini, 1713, Neapel)
- Il Vincislao („dramma per musica“, Libretto von Apostolo Zeno, 1714, Neapel)
- Alessandro Severo („dramma per musica“, Libretto von Apostolo Zeno, 1718, Rom)
- La fortezza in cimento („melodramma“, Libretto von Francesco Silvani, 1721, Neapel)
- Il Trajano („dramma per musica“, Libretto von Giovanni Biavi, 1723, Neapel)
- Colombina e Pernicone (Intermezzo für die vorangehende Oper)
- L’Oronta („dramma per musica“, Libretto von Claudio Nicola Stampa, 1728, Neapel)
- Il Cavalier Bardone e Mergellina (Intermezzo für die vorangehende Oper, Libretto von A. Belmuro)
- Il ritorno del figlio con l’abito più approvato (verschiedene Arien) (Pasticcio, 1730, Prag)
- Alessandro nell’Indie („dramma per musica“, Libretto von Pietro Metastasio, 1732, Neapel)
- La Levantina (Eurilla e Don Corbolone) (Intermezzo für die vorangehende Oper, 1732, Neapel)
- Don Aspremo (13 Arien) („commedia“, Libretto von Domenico Carcajus, 1733, Neapel)
- Demofoonte (6 Arien) („dramma per musica“, Libretto von Pietro Metastasio, 1735, Neapel; in Zusammenarbeit mit Domenico Sarro und Leonardo Leo)

### Andere Bühnenwerke
- Cara mura adorate (Serenata, 1702)
- Il giorno eterno (Serenata, Libretto Nicolò Giuvo, 1708, Neapel)
- Amore nel cuore di Partenope (Serenata, Libretto G. Papis, 1708, Neapel)
- Dafne in alloro (Cantata a 3, 1716, Neapel)
- Cori per il Maurizio (1729, Neapel)
- Mentre in dolce riposo (Serenata)
- Nell’ore più quiete (Serenata)
- Weitere 200 Kantaten

### Musica vocale sacra

#### Oratorien
- Dolorose Canzoni (1698, Neapel)
- L’amor divino trionfante nella morte di Cristo (1700, Rom)
- La notte gloriosa (Libretto von G. A. Minotti, 1701, Neapel)
- La nave trionfante sotto gli auspici di Maria Vergine (Libretto von F. Falconi, 1701, Palermo)
- L'Arca del Testamento in Gerico (Libretto von Andrea Perrucci, 1704, Neapel)
- Gli sforzi della Splendidezza e della Pietà (1707, Palermo)
- Il genere umano in catene (1708, Siena)
- Il Giuseppe venduto (1711, Palermo)
- Il sepolcro di Cristo Signor nostro (1713, Neapel)
- Il sepolcro di Cristo fabbricato dagli Angeli (1716, Florenz)
- La caduta di Gerico (1721, Lucca)
- Il zelo animato, ovvero Il gran profeta Elia (Libretto von Andrea Perrucci[1] 1733, Neapel) (italienisch)

#### Sakrale Werke
- Verschiedene Kirchenkantaten, Messen, Motetten, Magnificat, Vesper und Psalmvertonungen

### Instrumentalwerke
- 2 Toccate für Cembalo (1716)
- 12 Solos for a flute with a thorough bass for the harpsichord or bass violin (1724, London)[2]
- 10 Sonate a 4, per flauto, 2 violini, violoncello e basso continuo
- 2 Sonate a 5, per flauto, 2 violini, viola, violoncello e basso continuo